# Torneo Promocional 1968 (Argentina)
El Torneo Promocional de 1968 fue la segunda edición de este torneo oficial de AFA jugado por los equipos que salieron séptimo y octavo en cada una de las zonas del Campeonato Metropolitano de 1968, junto a los cuatro equipos del interior que cayeron en las finales del Torneo Regional de 1968.
El campeón del torneo fue Banfield con 23 puntos.

## Equipos participantes
| Equipo             | Ciudad              |
| ------------------ | ------------------- |
| Argentinos Juniors | Buenos Aires        |
| Banfield           | Banfield            |
| Central Córdoba    | Santiago del Estero |
| Chacarita Juniors  | Buenos Aires        |
| Huracán Corrientes | Corrientes          |
| Newell’s Old Boys  | Rosario             |
| San Lorenzo        | Mar del Plata       |
| San Martín         | San Juan            |

## Tabla de posiciones final
| Pos | Equipo                | Pts | PJ | G  | E | P  | GF | GC | DIF |
| --- | --------------------- | --- | -- | -- | - | -- | -- | -- | --- |
| 1º  | Banfield              | 23  | 14 | 10 | 3 | 1  | 33 | 10 | 23  |
| 2º  | Newell’s Old Boys     | 21  | 14 | 10 | 1 | 3  | 31 | 8  | 23  |
| 3º  | San Martín (SJ)       | 19  | 14 | 8  | 3 | 3  | 24 | 20 | 4   |
| 4º  | Chacarita Juniors     | 17  | 14 | 7  | 3 | 4  | 26 | 14 | 12  |
| 5º  | Argentinos Juniors    | 14  | 14 | 4  | 6 | 4  | 14 | 18 | -4  |
| 6º  | Central Córdoba (SdE) | 9   | 14 | 3  | 3 | 8  | 13 | 26 | -13 |
| 7º  | Huracán Corrientes    | 5   | 14 | 1  | 3 | 10 | 8  | 30 | -22 |
| 8º  | San Lorenzo (MdP)     | 4   | 14 | 1  | 2 | 11 | 10 | 33 | -23 |

|  |          |
|  | Campeón. |

## Resultados
Fecha 1 (26 de agosto)
Argentinos Juniors 2-1 San Lorenzo (MdP)
30 de agosto
Chacarita 1-1 Central Córdoba (SdE)
1 de septiembre
Huracán (Corrientes) 0-3 Newell’s Old Boys
San Martín (San Juan) 2-2 Banfield
Fecha 2 (8 de septiembre)
Banfield 2-1 Chacarita
Central Córdoba (SdE) 4-1 Huracán (Corrientes)
Newell’s Old Boys 2-1 Argentinos Juniors
San Lorenzo (MdP) 0-1 San Martín (San Juan)
Fecha 3 (15 de septiembre)
Argentinos Juniors 1-0 Central Córdoba (SdE)
Chacarita 3-2 San Lorenzo (MdP)
Huracán (Corrientes) 0-1 Banfield
San Martín (San Juan) 2-1 Newell’s Old Boys
Fecha 4 (22 de septiembre)
Banfield 4-1 Argentinos Juniors
San Lorenzo (MdP) 3-1 Huracán (Corrientes)
Central Córdoba (SdE) 0-3 San Martín (San Juan)
Newell’s Old Boys 1-0 Chacarita
Fecha 5 (29 de septiembre)
Argentinos Juniors 1-1 Huracán (Corrientes)
Central Córdoba (SdE) 1-1 Banfield
Chacarita 3-1 San Martín (San Juan)
San Lorenzo (MdP) 0-4 Newell’s Old Boys
Fecha 6 (6 de octubre)
Banfield 2-0 San Lorenzo (MdP)
San Martín (San Juan) 0-0 Argentinos Juniors
7 de octubre
Chacarita 8-0 Huracán (Corrientes)
Newell’s Old Boys 3-2 Central Córdoba (SdE)
Fecha 7 (12 de octubre)
Argentinos Juniors 3-2 Chacarita
13 de octubre
Huracán (Corrientes) 2-3 San Martín (San Juan)
San Lorenzo (MdP) 0-2 Central Córdoba (SdE)
14 de octubre
Newell’s Old Boys 2-1 Banfield
Fecha 8 (20 de octubre)
Banfield 5-1 San Martín (San Juan)
Central Córdoba (SdE) 1-2 Chacarita
Newell’s Old Boys 1-0 Huracán (Corrientes)
San Lorenzo (MdP) 1-1 Argentinos Juniors
Fecha 9 (27 de octubre)
Argentinos Juniors 0-0 Newell’s Old Boys
Chacarita 1-1 Banfield
Huracán (Corrientes) 0-0 Central Córdoba (SdE)
San Martín (San Juan) 4-1 San Lorenzo (MdP)
Fecha 10 (2 de noviembre)
Newell’s Old Boys 2-0 San Martín (San Juan)
3 de noviembre
Banfield 3-1 Huracán (Corrientes)
Central Córdoba (SdE) 0-1 Argentinos Juniors
San Lorenzo (MdP) 1-1 Chacarita
Fecha 11 (8 de noviembre)
Argentinos Juniors 0-2 Banfield
10 de noviembre
Chacarita 1-0 Newell’s Old Boys
Huracán (Corrientes) 1-0 San Lorenzo (MdP)
San Martín (San Juan) 1-0 Central Córdoba (SdE)
Fecha 12 (16 de noviembre)
Newell’s Old Boys 7-0 San Lorenzo (MdP)
17 de noviembre
Banfield 6-0 Central Córdoba (SdE)
Huracán (Corrientes) 0-0 Argentinos Juniors
San Martín (San Juan) 1-0 Chacarita
Fecha 13 (22 de noviembre)
Central Córdoba (SdE) 0-5 Newell’s Old Boys
24 de noviembre
Argentinos Juniors 3-3 San Martín (San Juan)
Huracán (Corrientes) 0-1 Chacarita
San Lorenzo (MdP) 0-2 Banfield
Fecha 14 (30 de noviembre)
Banfield 1-0 Newell’s Old Boys
San Martín (San Juan) 2-1 Huracán (Corrientes)
1 de diciembre
Central Córdoba (SdE) 2-1 San Lorenzo (MdP)
Chacarita 2-0 Argentinos Juniors